# سنا امین شیخ
سنا امین شیخ (انگلیسی: Sana Amin Sheikh)؛ (زادهٔ ۱۰ اوت ۱۹۸۹) بازیگر هندی ومجری رادیو است، که بیشتر اوقات در برنامه‌ها و فیلم‌های تلویزیونی هندی ظاهر می‌شود. سنا اولین بازیگری خود را در مجموعه تلویزیونی چه زندگی باحالی با ایفای نقش ریتو شاه انجام داد. او در بیش از ۳۰ سریال تلویزیونی نقش آفرینی کرده‌است، و نام خود را در بین محبوب‌ترین ستاره‌های تلویزیونی مطرح کرده‌است.
او در مجموعه‌هایی همچون ما پیروز خواهیم شد، دل بی پروا، دختر میلیون دلاری، روح، جانسپار کریشنا نقش اصلی را بازی کرده‌است. او در مجموعه‌هایی همچون سایه‌های عشق، در شهر تو، ندایی از درون... تعهد، نقش مکمل/مقابل، را بازی کرد.

## فیلم‌شناسی
فیلم ها
| سال  | عنوان                    | نقش                    | نکات       | مرجع  |
| ---- | ------------------------ | ---------------------- | ---------- | ----- |
| ۲۰۱۱ | سینگهام                  | آنجلی بهوسلی           | اولین فیلم |       |
| ۲۰۱۵ | شهر جزیره                | وایدهی                 |            | [ ۲ ] |
| ۲۰۲۱ | من مولایام سینگ یدو هستم | مالتی مولایام سینگ یدو |            | [ ۳ ] |